# ألفرد ميتكالف
ألفرد ميتكالف (بالإنجليزية: Alfred Metcalfe)‏ هو لاعب كرة قاعدة أمريكي، ولد في 31 ديسمبر 1852 في بروكلين في الولايات المتحدة، وتوفي بنفس المكان في 2 سبتمبر 1914.

## وصلات خارجية
- ألفرد ميتكالف على موقعبيزبول رفرنس.كوم (الدوري الرئيسي) (الإنجليزية)